# 藤原さとし
藤原 さとし（ふじわら さとし、  ）は、日本の漫画家。元陸上自衛官。

## 受賞歴
- 「多聞」 - 小学館新人コミック大賞、第57回、2005年、青年部門、佳作、「藤原聡」名義[4]。

## 人物
かつて陸上自衛隊に所属した経験を漫画制作に生かしている。より厚みのある作品とするために自衛隊への体験取材は欠かさず、冬山で行われた「レンジャー訓練」への同行取材もしたという。　　
山本英夫の下でアシスタントを経験。当時の同僚だった花沢健吾とは専業作家として独立後も親交がある。同年齢であり同じ遅咲きの作家として共感することが多いという。また、単著としては初単行本となる『ハイエナ』刊行の際には、花沢が帯にコメントを寄せている。
アシスタント時代の同僚には、他にたなかけいご．がいる。

## 作品一覧

### 読み切り / 連載作品
- 伊織（小学館『ヤングサンデー 増刊 新人王』読切、1995年）[要出典]
- グリーン・カラー・ロック（小学館『週刊ヤングサンデー』4週短期集中連載、1995年）[要出典]
- 援團の男（小学館『ヤングサンデー 増刊』読切、1996年）[要出典]
- MADE IN JAPAN（小学館『週刊ヤングサンデー』前後編掲載、2002年）[要出典]
- そらごころ（小池書院『刃 JIN』読切、2008年）[要出典]
- 運び屋J（日本文芸社『週刊漫画ゴラク』2009年3/20号、12/11号）[要出典]
- 泣く男（新潮社『コミックバンチ』前後編掲載、2010年32号・33号[5]）
- ハイエナ（少年画報社『月刊ヤングキング』隔月連載、2011年2月号[5] - 同年6月号）→（少年画報社『ヤングキング』隔号連載、2011年11号[5] - 同年17号、2012年2号、読切2013年13号）[6]
- ライジングサン（双葉社『漫画アクション』連載、2012年5号[7] - 2018年7号）
  - ライジングサンR（双葉社『漫画アクション』連載、2018年18号 - 2025年8号）
- アザーズ（秋田書店『月刊少年チャンピオン』読切、2018年9月号）
- 他、コアマガジンでの読切作品など[要出典]。

### 単行本
- 『実録暴走族抗争 相模スペクター伊藤親博伝』（原作：井川楊枝、監修：吉野量哉、竹書房、2010年、描き下ろし単行本、ISBN 978-4-8124-6980-4）
- 『ハイエナ』（少年画報社、単巻、2011年10月24日発売、ISBN 978-4-7859-3722-5）[6]
- 『ライジングサン』（双葉社、全15巻）